# Ministerstwo Kultury i Sztuki (PRL)
Ministerstwo Kultury i Sztuki (PRL) – polskie ministerstwo istniejące w latach 1944–1997, powołane w celu ustalania kierunków rozwoju kultury i sztuki oraz wspierania jej działalności. Minister był członkiem Rady Ministrów.

## Ustanowienie urzędu w 1944
Na podstawie ustawy Krajowej Rady Narodowej z 1944 r. o tymczasowym  trybie wydawania dekretów z mocą ustawy PKWN postanowił powołać Resort Kultury i Sztuki.

## Ministrowie
- Wincenty Rzymowski (1944–1945)
- Edmund Zalewski (1945)
- Władysław Kowalski (1945–1947)
- Stefan Dybowski (1947–1952)
- Włodzimierz Sokorski (1952–1956)
- Karol Kuryluk (1956–1958)
- Tadeusz Galiński (1958–1964)
- Lucjan Motyka (1964–1971)
- Czesław Wiśniewski (p. o. 1971)
- Stanisław Wroński (1971–1974)
- Józef Tejchma (1974–1978)
- Janusz Wilhelmi (p. o. 1978)
- Jan Mietkowski (1978)
- Zygmunt Najdowski (1978–1980)
- Józef Tejchma (1980–1982)
- Kazimierz Żygulski (1982–1986)
- Aleksander Krawczuk (1986–1989)
- Izabella Cywińska (1989–1991)
- Marek Rostworowski (1991)
- Andrzej Siciński (1991–1992)
- Piotr Łukasiewicz (p. o. 1992–1993)
- Jerzy Góral (1993)
- Kazimierz Dejmek (1993–1996)
- Zdzisław Podkański (1996–1997)

## Zakres działania resortu z 1944
- piecza  na twórczością oraz sztuką odtwórczą w dziedzinie literatury, teatru, muzyki, choreografii, sztuk plastycznych i zdobniczych, fotografiki, cyrku,
- krzewienie kultury i sztuki w  kraju ;
- propaganda polskiej kultury i sztuki za granicą,
- piecza nad muzeami i ich zakładanie oraz ochrona zabytków,
- szkolnictwo artystyczne. Resort kultury i Sztuki dzielił się  na następujące wydziały:
- ogólny,
- szkolnictwa artystycznego,
- teatralny,
- muzyczny,
- sztuk plastycznych,
- muzeów i konserwacji zabytków,
- literatury,
- fotografiki
- estrady i cyrku (referat),
- radia, kina i płyt. (referat).

W grudniu 1944 r. powołano Rząd Tymczasowy PR w ramach którego kierownik Resortu Kultury i Sztuki uzyskał rangę  Ministra Kultury i Sztuki.

## Zakres działania urzędu z 1961
Na podstawie ustawy z 1961 r. o zakresie działania Ministra Kultury i Sztuki ustanowiono   urząd.
Zakres działania Ministra Kultury i Sztuki obejmował sprawy:
- realizowania państwowej polityki kulturalnej oraz koordynowania działalności urzędów, instytucji państwowych, społecznych i gospodarczych w tej dziedzinie,
- twórczości artystycznej i opieki nad twórcami oraz popieranie społecznej działalności artystycznej,
- bibliotek i czytelnictwa, muzeów i ochrony zabytków,
- kształcenia artystycznego oraz studiów kulturalno-oświatowych,
- przedsiębiorstw i instytucji: artystycznych i widowiskowych, wydawnictwa, księgarskich,
- nagrań fonograficznych, produkcji, rozpowszechniania i wyświetlania filmów oraz produkcji przemysłowej przedsiębiorstw resortu dla potrzeb kinematografii, produkcji instrumentów muzycznych i płyt gramofonowych,
- przemysłu fonograficznego,
- współpracy z zagranica w dziedzinie kultury i sztuki w porozumieniu z Ministrem Spraw Zagranicznych,
- udzielanie na podstawie szczegółowych przepisów zezwoleń na prowadzenie działalności w dziedzinie objętych zakresem działania Ministerstwa Kultury i Sztuki.

## Zakres działania urzędu z 1982
Na podstawie ustawy z 1982 r. o urzędzie Ministra Kultury i Sztuki powołano urząd.
Celem działalności urzędu było:
- stwarzanie warunków dla rozwoju wszystkich dziedzin kultury narodowej,
- zapewnienie powszechnego i demokratycznego uczestnictwa społeczeństwa w życiu kulturalnym,
- ochrony dóbr kultury oraz tradycji i dziedzictwa narodowego,
- upowszechnianie humanistycznych wartości kultury narodowej i światowej,
- dbanie o właściwe miejsce kultury w życiu narodu i w rozwoju społeczno-gospodarczym socjalistycznego Państwa.

Do zakresu działania urzędu należały sprawy:
- określania kierunków polityki kulturalnej i sposobów jej realizacji,
- popierania twórczości artystycznej i literackiej, - popierania twórczości artystycznej i literackiej,
- plastyki i wystaw artystycznych,
- kinematografii,
- wydawnictw, księgarstwa, bibliotek i czytelnictwa,
- przemysłu poligraficznego, muzycznego i fonograficznego,
- tworzenia warunków do upowszechniania twórczości oraz ochrony praw twórców i artystów wykonawców,
- tworzenia warunków rozwoju placówek upowszechniania kultury,
- rozwoju społecznego ruchu kulturalnego i artystycznego,
- ochrony dóbr kultury, muzealnictwa oraz kultury ludowej i rękodzieła artystycznego,
- szkolnictwa artystycznego i kształcenia w dziedzinie kultury i sztuki,
- edukacji kulturalnej dzieci i młodzieży, w porozumieniu z Ministerstwem Oświaty i Wychowania,
- upowszechniania kultury polskiej za granicą oraz współpracy z zagranicą w dziedzinie kultury i sztuki  w porozumieniu z Ministrem Spraw Zagranicznych.

## Zniesienie urzędu
Na podstawie ustawy z 1997 r. o działach administracji rządowej, określono zakres działów administracji rządowej oraz właściwości ministra kierującego danym działem. W ramach klasyfikacji administracji rządowej ustanowiono dział kultura, obejmujący sprawy działalności kulturalnej, w tym mecenatu państwowego nad działalnością kulturalną.
Na podstawie rozporządzenie Rady Ministrów z 1999 r. w sprawie utworzenia Ministerstwa Kultury i Dziedzictwa Narodowego ustanowiono nowy resort.